# Wilhelmina FitzClarence
Wilhelmina FitzClarence, condesa de Munster (de soltera Kennedy-Erskine; House of Dun, Montrose; 27 de junio de 1830-Brighton, 9 de octubre de 1906) fue una noble y novelista británica. Su madre, Lady Augusta FitzClarence, era una hija ilegítima de Guillermo IV del Reino Unido; Wilhelmina, también conocida como Mina, nació el día después de la ascensión de Guillermo como monarca. Viajó de joven por toda Europa, visitando las cortes de Francia y Hannover. En 1855, Mina se casó con su primo hermano William FitzClarence, segundo conde de Munster; tendrían nueve hijos, incluidos el tercero y cuarto condes de Munster.
El conde y la condesa de Munster vivían en Palmeira Square en Brighton. Más tarde en la vida, Lady Munster se convirtió en novelista y escritora de cuentos. En 1889, publicó su primera novela, Dorinda; un segundo, A Scotch Earl, siguió dos años más tarde. El año 1896 vio la publicación de Ghostly Tales, una colección de cuentos sobre lo sobrenatural que en gran parte se han olvidado en la actualidad. Lady Munster también produjo una autobiografía titulada My Memories and Miscellanies, que se publicó en 1904. Murió dos años después.

## Familia y primeros años de vida

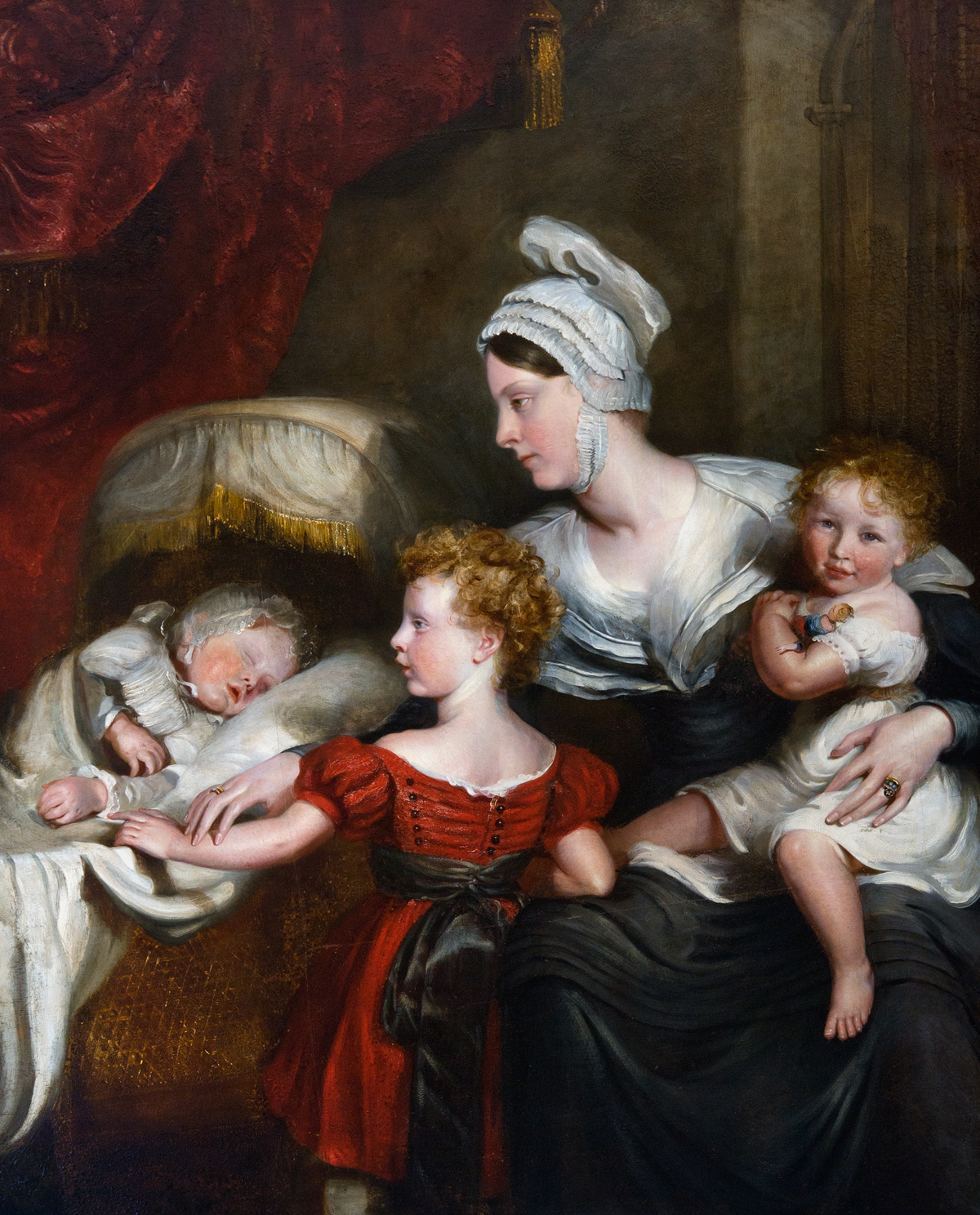
Wilhelmina (derecha) con su madre Lady Augusta y dos hermanos. Pintado por John Hayter, c. 1831.

Wilhelmina «Mina» Kennedy-Erskine nació el 27 de junio de 1830 en Dun House, Montrose, Escocia. Fue la segunda hija del Excmo. John Kennedy-Erskine y su esposa Lady Augusta FitzClarence, hija ilegítima de Guillermo IV del Reino Unido (quien se convirtió en monarca el día antes del nacimiento de Mina). Su padre, el segundo hijo del XIII conde de Cassilis, era capitán de la 16th The Queen's Lancers y un caballerizo del rey Guillermo IV antes de morir en 1831 a la edad de 28 años. Su abuela paterna, Anne Watts, era descendiente de la familia Schuyler, la familia Van Cortlandt (incluyendo a Stephanus Van Cortlandt), y la familia Delancey de la Norteamérica británica.
Mina vivía con su madre viuda y dos hermanos en una «encantadora casa de ladrillos» en el río Támesis llamada Railshead, que estaba al lado de una casa propiedad de sus abuelos paternos. El rey Guillermo visitaba a menudo a la familia y le tenía mucho cariño a Mina; en una ocasión, visitó a su hija para consolarla cuando Mina, de tres o cuatro años, estuvo a punto de morir de una «fiebre cerebral muy peligrosa». Los Kennedy-Erskine también visitaban a menudo el Castillo de Windsor durante el reinado del rey.
Cinco años después de la muerte de Kennedy-Erskine, Lady Augusta se casó con Lord Frederick Gordon-Hallyburton, una decisión que disgustó a los padres de su primer marido. La decisión condujo a la salida de Lady Augusta de Railshead. En 1837 se convirtió en ama de llaves estatal en el Palacio de Kensington después de la muerte de su hermana, Lady De L'Isle. Mina vivió allí hasta que se casó. Ella y su hermana Millicent disfrutaban de la música y tenían un amor particular por la soprano italiana Marietta Alboni. El maestro de canto italiano de las hermanas arregló en secreto una reunión con Alboni, pero el encuentro no salió bien; la cantante descubrió que eran las hijas del «ama de llaves» y, suponiendo que no eran damas de la nobleza, partió poco después.
A fines de la década de 1840, Mina viajó por Europa con su familia para que pudieran «aprender idiomas y terminar [su] educación». El viaje comenzó en 1847, cuando Mina viajó a Dresde debido al deseo de su madre de que sus hijas aprendieran alemán. De 1847 a 1849, ella y su familia vivieron en París, cerca del Arco de Triunfo, y fueron amablemente recibidos por la familia real francesa encabezada por Luis Felipe I y la reina María Amelia. Se fueron poco después de la caída del poder del rey y la reina, ya que la ciudad se había vuelto repentinamente insegura para aquellos de su rango. En 1850 visitaron la corte de Hannover y fueron recibidos por el rey Ernesto Augusto I de Hannover y su familia; más tarde ese año, regresaron al Palacio de Kensington y Mina y Millicent debutaron en sociedad.

## Matrimonio

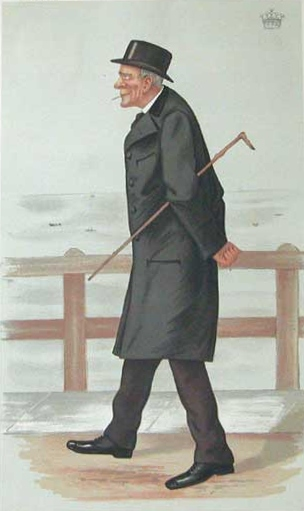
El conde de Munster caricaturizado por Spy (Leslie Ward) en Vanity Fair, febrero de 1882.

Mina se casó con su primo hermano William FitzClarence, segundo conde de Munster en el Castillo de Wemyss el 17 de abril de 1855 en una boda doble en la que su hermana Millicent se casó con James Hay Erskine Wemyss. Al igual que Mina, FitzClarence era nieta de Guillermo IV; a una edad temprana, había sucedido a su padre, el primer conde, quien se desempeñó como gobernador del Castillo de Windsor y alguacil de la Torre Redonda hasta su suicidio en 1842. Los FitzClarence viajaron a Hamburgo inmediatamente después de la boda, visitando schlosses locales. y la familia del príncipe Cristián de Schleswig-Holstein (que más tarde se casó con la princesa Elena). Su primer hijo, Edward, nació dentro de un año. La pareja tendría nueve hijos, cuatro de los cuales sobrevivieron a su madre:
- Edward, vizconde FitzClarence (29 de marzo de 1856-1870)[24][25]
- Honorable Lionel Frederick Archibald (24 de julio de 1857 - 24 de marzo de 1863)[24][25]
- Geoffrey FitzClarence, tercer conde de Munster (18 de julio de 1859 - 2 de febrero de 1902); murió sin descendencia[25][26]
- Honorable Arthur Falkland Manners (18 de octubre de 1860-1861)[24][25]
- Aubrey FitzClarence, cuarto conde de Munster (7 de junio de 1862) - 1 de enero de 1928); murió sin descendencia[25][26]
- Honorable William George (17 de septiembre de 1864 - 4 de octubre de 1899); se casó con Charlotte Elizabeth Williams[24][25][26]
- Honorable Harold Edward (15 de noviembre de 1870 - 28 de agosto de 1926); se casó con Frances Isabel Eleanor Keppel; su hijo fue el quinto conde de Munster[24][25][27]
- Lady Lillian Adelaide Katherine Mary (10 de diciembre de 1873 - 15 de julio de 1948); se casó con el capitán William Arthur Boyd[24][25][28]
- Lady Dorothea Augusta (5 de mayo de 1876 - 1942); se casó con el mayor Chandos Brydges Lee-Warner[25][29]

El conde y la condesa de Munster vivían en Palmeira Square en Brighton. Según un artículo de la revista femenina contemporánea The Lady's Realm, la condesa vivió una vida muy tranquila. En 1897, la revista informó que había vivido jubilada en Brighton durante los últimos treinta y cinco años. Su apego a la ciudad, sugería el artículo, se debía a los recuerdos de la infancia de visitarla con el rey Guillermo. El artículo también afirmaba que debido a que la salud de Lord Munster estaba fallando, la condesa vivía en «omparativar eclusión», aunque su estilo de vida también se atribuía al amor por una  «ida tranquila, literaria y artística». Murió el 9 de octubre de 1906, habiendo enviudado hace cinco años.

## Carrera literaria
Más adelante en su vida, Lady Munster se convirtió en novelista y escritora de cuentos, escribiendo bajo el título de Countess of Munster («Condesa de Munster»). A la edad de casi sesenta años, publicó dos novelas; la primera, Dorinda, en 1889, y la segunda, A Scotch Earl, en 1891. La trama de Dorinda se centraba en una mujer joven que eventualmente se suicida después de robar obras de arte de sus amigos. Oscar Wilde notó la habilidad de Munster para escribir Dorinda; comparó a la heroína epónima de la novela «extremadamente inteligente» con «una especie de Becky Sharp de buena cuna», y elogió la capacidad de la autora «para dibujar ... en unas pocas frases, los retratos más realistas de los tipos sociales y las excepciones sociales». En 1888, apareció un artículo de Munster sobre el canto de baladas en The Woman's World, una revista femenina victoriana editada por Wilde. A Scotch Earl, que se centró en un vulgar noble escocés llamado Lord Invergordon, fue menos bien recibido por los contemporáneos. The Spectator publicó una reseña crítica poco después de su publicación que sugería que la lluvia de «desprecio por la sociedad de la riqueza y el rango» de la novela estaba cerca del republicanismo o el socialismo. La reseña criticó a A Scotch Earl por carecer de «cualquier mérito de construcción o estilo», y agregó que Lady Munster «no fue y nunca será una novelista capaz».
En 1896, Munster lanzó Ghostly Tales, una colección de historias «escritas de manera similar a los relatos de fantasmas reales». Lady's Realm consideraba que sus historias se basaban en hechos. Una reseña positiva de Ghostly Tales se publicó en Saturday Review en 1897, en la que las historias se describían como «entretenidas y dramáticas», pero se notaba que no todas se basaban en eventos sobrenaturales. Hugh Lamb incluyó la historia «sorprendentemente sombría» de la condesa «The Tyburn Ghost» en su volumen editado de 1979 Tales from a Gas-Lit Graveyard. Escribió en ese momento que las obras de Lady Munster habían sido «completamente pasadas por alto por bibliófilos y antólogos desde su muerte». Lamb consideró esto lamentable, ya que consideró Ghostly Tales «posiblemente su mejor trabajo» y una de las «colecciones verdaderamente representativas de historias de fantasmas victorianas». Lamb también incluyó otra de sus historias, «The Page-Boy's Ghost», en una antología de 1988. Sin embargo, el autor y editor moderno Douglas A. Anderson ha llamado a las historias de la condesa «tarifa estándar y melodramática», que son «perfectamente olvidables».
En 1904, Lady Munster produjo una autobiografía titulada My Memories and Miscellanies. En su prólogo, explica que «algunos queridos amigos» la convencieron para escribirlo, a pesar de sus reticencias, porque su «larga vida» había sido testigo de «no pocos hechos interesantes». El libro fue llamado su «obra principal» en The Manchester Guardian en el momento de su muerte en 1906. La condesa escribió todo el libro de memoria y lamentó haber dejado de escribir su diario cuando era niña después de que otra persona lo leyera incorrectamente. La autobiografía incluye varios avistamientos narrados del fantasma femenino «Green Jean» en el castillo de Wemyss; Lady Munster afirmó que varios miembros de su familia, incluida Millicent, vieron al fantasma mientras permanecían allí.

## Descendientes
Su séptimo hijo fue Harold Edward FitzClarence, padre de Geoffrey FitzClarence, quinto conde de Munster.